# Pristimantis kirklandi
Pristimantis kirklandi es una especie de anfibio anuro de la familia Craugastoridae.

## Distribución geográfica
Esta especie es endémica de la provincia de Napo en Ecuador. Se encuentra en las cercanías de Cuyujua a unos 2200 m sobre el nivel del mar en la Cordillera Oriental.

## Etimología
Esta especie lleva el nombre en honor a Benjamin E. Kirkland.

## Publicación original
- Flores, 1985: A new Eleutherodactylus from the Amazonian slopes of the Ecuadorian Andes. Herpetologica, vol. 41, n.º 4, p. 447-450.[5]